# Johann Friedrich Möller (Generalsuperintendent)
Johann Friedrich Möller (* 13. November 1789 in Erfurt; † 20. April 1861 in Magdeburg) war ein  deutscher evangelisch-lutherischer Pastor, Generalsuperintendent der altpreußischen Kirchenprovinz  Sachsen und Konsistorialrat in Magdeburg.

## Leben
Johann Friedrich Möller stammte aus einer Erfurter Pastorenfamilie. Er wuchs in Stotternheim auf, besuchte das Gymnasium in Erfurt, nachdem ihm zuvor sein Vater Johann Melchior Möller d. J. Unterricht erteilt hatte, und studierte bis 1813 Theologie an der Universität Göttingen. In erster Ehe heiratete er am 13. September 1818  Dorothea Sophie Luise (1785–1820), Tochter von Adam Christian Friedrich Reinhard (1747–1808), Professor der Rechte und Kammerrat in Erfurt. Aus dieser Ehe stammte die Tochter Auguste, die mit Pastor Grabe verheiratet war. In zweiter Ehe heiratete er am 24. April 1823 Marie Dorothea (Doris) Trommsdorff (*  13. April 1798; † 8. Juli 1871), die aus der bedeutenden Apothekerfamilie Trommsdorff in Erfurt (Schwanenring-Apotheke, an dieser Stelle heute die Hauptpost in Erfurt) stammte, ihr Vater war Johann Bartholomäus Trommsdorff. Mit ihr hatte Möller acht Kinder. Aus ihrer ersten Ehe mit Friedrich Keyser hatte sie zwei Kinder, darunter den Kunstmaler Fritz Keyser.
Ab 1829 war Möller Pastor der Barfüßerkirche in Erfurt. 1832 wurde er Konsistorialrat. Im Frühjahr 1843 wurde Möller als Nachfolger von Bernhard Dräsecke Generalsuperintendent der Kirchenprovinz Sachsen in Magdeburg. Das Amt war mit der Funktion als 1. Domprediger am Magdeburger Dom verbunden. Hier bekämpfte er vor allem die rationalistischen Lichtfreunde und war mitverantwortlich für die Entlassung der Pfarrer Gustav Adolf Wislicenus und Leberecht Uhlich. Auch als Mitglied der preußischen Generalsynode 1846 wirkte er als Anhänger des Neuluthertums im Sinne Ernst Wilhelm Hengstenbergs.
Er veröffentlichte unter anderem Predigtsammlungen, darunter die zweibändigen Predigtentwürfe über freie Texte, die ebenfalls zweibändigen Predigten über die letzten Schicksale unseres Herrn sowie in vier Bänden die Predigten über freigewählte Abschnitte der heiligen Schrift.
Politisch vertrat er konservative Ansichten. 1850 war er Mitglied im Staatenhaus des Erfurter Unionsparlaments.
Möller wurde mit dem  Roten Adlerorden 2. Klasse mit Bruststern und Eichenlaub ausgezeichnet. Ein lebensgroßes Ölbild Möllers ist bei den Nachkommen verwahrt. Sein Sohn war der Theologe Ernst Wilhelm Möller, seine Tochter die Schriftstellerin Lina Walther.

## Weitere Veröffentlichungen (Auswahl)
- Christenglück und Christenwandel in religiösen Gesängen, Erfurt 1816.
- Alte Geschichten von Erfurt aus einer merkwürdigen Zeit, Erfurt 1820.
- Der christliche Glaube und das christliche Leben; geistliche Lieder und Gesänge für Kirche, Schule und Haus, Erfurt 1822.
- Paul Gerhardt's Ehrengedächtniß in Gräfenhaynichen. Gesänge und Altargebete, Predigt und Reden zur Einweihung der aus Liebe ihm gestiftetten Gottesacker-Kapelle, Magdeburg 1844.
- Geistliche Dichtungen und Gesänge auf Unterlage der heiligen Schrift, Magdeburg 1852.
- Katechetisch-evangelische Unterweisung in den heiligen zehn Geboten Gottes nach dem Katechismus Lutheri, Magdeburg 1854.